# Семёново (Тюменская область)
Се́меново — село в Заводоуковском районе Тюменской области. В рамках организации местного самоуправления находится в Заводоуковском городском округе.

## История
До 1917 года в составе Заводоуковской волости Ялуторовского уезда Тобольской губернии. По данным на 1926 год деревня Семенова состояла из 105 хозяйств. В административном отношении являлась центром Семеновского сельсовета Ялуторовского района Тюменского округа Уральской области.

## Население
| 2010 |
| ---- |
| 186  |

По данным переписи 1926 года в деревне проживало 513 человек (234 мужчины и 279 женщин), в том числе: русские составляли 99 % населения.